# 冥王星

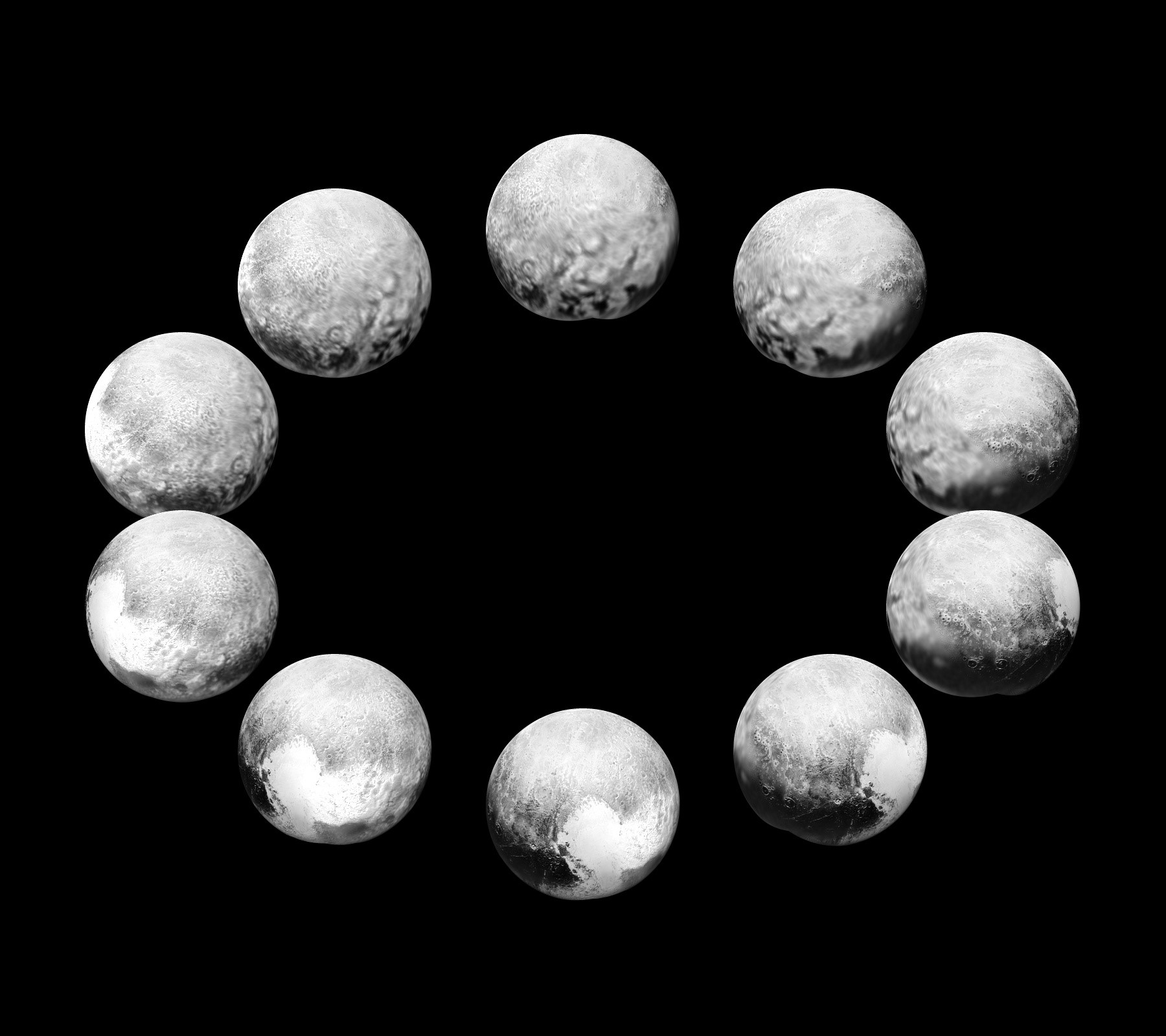
不同角度拍摄到的冥王星最清晰照片的拼接图

冥王星（行星序号：134340 Pluto；天文符號：⯓，Unicode編碼U+2BD3、♇，Unicode編碼U+2647）又稱冥神星，是太陽系外围柯伊伯带中的一颗矮行星。冥王星是第一颗被发现的柯伊伯带天体，在被發現之時是太阳系内当时已知体积最小、质量第九大的行星质量天体；在直接围绕太阳运行的天体中，冥王星体积排名第九、质量排名第十。冥王星是体积最大的海王星外天体，其质量仅次于位于离散盘中的阋神星，但仅有月球质量的六分之一、体积的三分之一。与其他柯伊伯带天体一样，冥王星主要由岩石和冰组成。
冥王星的轨道离心率及倾角皆较高，近日点为30天文单位（44亿公里），远日点为49天文单位（74亿公里）。冥王星因此会周期性进入海王星轨道内侧，但海王星与冥王星因相互的轨道共振而不会碰撞。在冥王星距太阳的平均距离上，阳光抵達冥王星需時5.5小时。
冥王星目前已知的卫星总共有五颗，分别是冥卫一（卡戎）、冥卫二（尼克斯）、冥卫三（许德拉）、冥卫四（科伯罗斯）和冥卫五（斯提克斯）。五颗卫星中冥卫一的体积和质量远大于其余四个，而冥王星与冥卫一的共同质心不在两者任何一个的内部，因此有时被视为一个联星系统。但IAU并没有正式定义矮行星联星，因此冥卫一仍被定义为冥王星的卫星。
1930年克莱德·汤博发现冥王星，并将其视为第九行星，太阳系“九大行星”也在之后几代人的认知中成为共识。但1992年后在柯伊伯带发现的一些质量与冥王星相若的冰製天体挑战了冥王星的行星地位，2005年发现的阋神星质量甚至比冥王星质量多出27%。在2006年，国际天文联合会（IAU）修正了行星定义，将没能独占轨道的冥王星降级为矮行星，与其它八大古典行星相区分。
2015年7月14日，“新视野号”探测器成为首架飞掠冥王星的宇宙飞船。在飞掠的过程中，新视野号对冥王星及其卫星进行了细致的观测，發現冥王星的地貌特徵與太陽系八大行星有許相似之處，而且有冰火山與數千公尺的山脈佇立於甲烷層與冰凍的氮氣上面，冰川溫度可能達攝氏零下200度以下。新视野号的影像顯示，冥王星地底下可能有由半融化的冰形成的海洋，這意味著地底可能存在熱源。

## 历史

### 发现

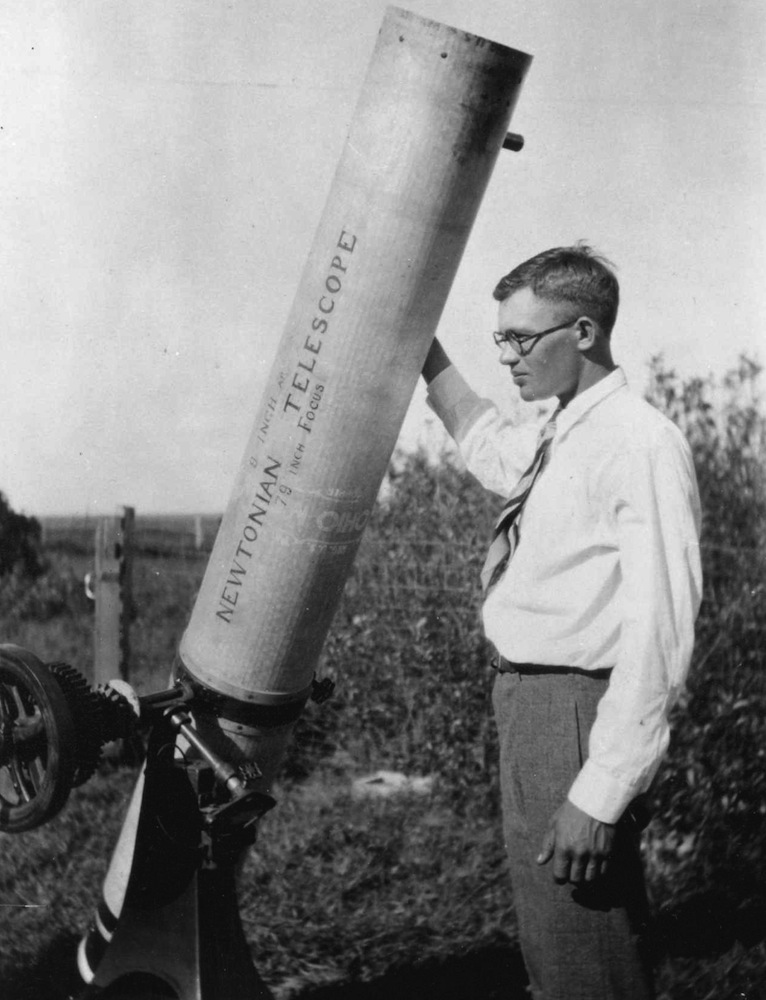
克莱德·汤博于堪萨斯

1840年代，法国天文学家于尔班·勒威耶等人通过经典力学分析天王星轨道的摄动后成功预测并发现了海王星。。受此启发，其后的天文学家根据对海王星的观察，推测仍有其他行星摄动天王星的轨道。
1894年，美国波士顿的天文学家及富商帕西瓦尔·罗威尔创立了罗威尔天文台，并在1906年开始搜索这颗可能存在的第九大行星——X行星。1909年，罗威尔曾和天文学家威廉·亨利·皮克林提出若干个该天体可能处于的天球坐标。此项搜索一直持续到1916年罗威尔逝世，但未取得任何成果。1915年3月，巡天的望远镜已拍摄到两张带有模糊的冥王星图像的照片，但是这些图像并没有被正确辨认出来。已知的此类前向重建照片还有15张，最早可追溯至叶凯士天文台于1909年8月拍摄的照片。其后，罗威尔的遗孀康斯坦斯·罗威尔为取得其夫遗产与天文台展开了十年诉讼，对X行星的搜索由此被延迟1929年才恢复。当年，时任天文台主管的维斯托·斯里弗在看到天文学者克莱德·汤博的绘图样品后，决定将搜索X行星的任务交给了汤博。
汤博的任务是系统、成对地拍摄夜空照片并分析每对照片中位置变化的天体，他借助闪烁比对器快速调换感光干板搜索天体的位置变化或外观变化。在经历近一年的搜索后，1930年2月18日，汤博在当年1月23日与29日拍摄两张的照片中发现了一个可能移动的天体，并在1月21日拍摄的一张品質不佳的照片中确认了该天体的运动。在天文台进一步验证后，该消息于1930年3月13日由电报发往哈佛大学天文台。自被发现以来，冥王星还没有完成绕太阳一周的运动，因为冥王星的公转周期是247.68年。

### 命名
发现第九大行星的消息在全世界引起轰动。罗威尔天文台拥有对此天体的命名权并从全世界收到超过一千条建议。汤博敦促斯里弗尽快在他人为星球起名前提出名字。
英国牛津的11岁学童威妮夏·伯尼因其对古典神话的兴趣建议以冥王普路托命名此行星。伯尼在与其祖父福尔克纳·梅丹交谈中提出这个名字。原任牛津大学博德利图书馆馆员的梅丹将这个名字交给天文学教授赫伯特·霍尔·特纳。特纳将此电报给美国同行。
该天体正式于1930年3月24日命名。所有罗威尔天文台成员允许在三个候选命名方案中投票选择一个：弥涅耳瓦（已被一小行星使用）、克洛诺斯（因由托马斯·杰佛逊·杰克逊·希提出而不受欢迎）、普路托。普路托以全票通过。该命名于1930年5月1日公布。梅丹在得知此消息后奖励其孙女5英镑（相当于2025年的399英镑或430美元）。
普路托获选的部分原因是普路托首两个字母（英語：PL）为帕西瓦尔·罗威尔的首字母缩写。该天体的一个天文符号（, unicode U+2647, ♇）也是由构成的花押字。另一个符号则类似于海王星的符号，但是在三叉戟中间的叉改为圆圈（, U+2BD3 ⯓）。这些符号在今天的天文学中很少见，但在占星术中很常见。
该名字迅速被大众文化所接受。1930年华特·迪士尼似乎受普路托启发设计米老鼠的宠物布鲁托。但是迪士尼动画师本·夏普斯廷无法确认布鲁托名字的来源。1941年格伦·西奥多·西博格按照铀和镎以新发现行星命名的传统将新创造的元素钚以该天体命名。
大多数语言中以普路托的不同变体称呼该天体。在普路托這個名字公布的同一年，日本天文學者野尻抱影提议在日语中以「冥王星」（／ Meiōsei）一名称呼普路托。因而，後來汉字文化圈的汉语、韩语、越语都是以“冥王星”來稱呼普路托。冥王星被降级为矮行星后，有学者提出将其改称“冥神星”，这样才会与主要的小行星的命名法一致，但此提议最终并未实行。
部分印度语言（如印地語的 ；Plooto）使用普路托称呼该冥王星。但是其他印度语言使用印度教中的阎摩或佛教的阎罗王称呼冥王星。越南语也以阎王星（／）称呼冥王星。波利尼西亚语言也倾向于使用本土文化中地狱之神称呼冥王星，例如毛利语中的Whiro。

### 被驳倒的X行星
| 年份 | 质量                 | 估算者                     |
| ---- | -------------------- | -------------------------- |
| 1915 | 7地球                | 罗威尔（对X行星的预测）    |
| 1931 | 1地球                | 尼克尔森与梅奥尔           |
| 1948 | 0.1（1/10）地球      | 柯伊伯                     |
| 1976 | 0.01（1/100）地球    | 克鲁克香克、佩尔彻、莫里森 |
| 1978 | 0.0015（1/650）地球  | 克里斯蒂与哈灵顿           |
| 2006 | 0.00218（1/459）地球 | 布伊等                     |

自发现冥王星起，人们就因图像模糊而怀疑冥王星是不是罗威尔所设想的X行星。二十世纪以来人们对冥王星质量的估计值在逐步缩小。
天文学家最初按照冥王星假定对天王星与海王星轨道的影响计算冥王星质量。1931年计算得出的冥王星质量和地球质量相若，1948年的进一步计算结果则接近火星质量。1976年夏威夷大学的戴尔·克鲁克香克、卡尔·佩尔彻与莫里森首次计算出冥王星的反照率；计算得到的反照率与固态甲烷相似。冥王星因此比与相同尺寸的其他天体明亮，其大小不会超过地球质量的百分之一。（冥王星的反照率
比地球反射率大1.3–2.0倍）
1978年冥卫一的发现允许天文学家首次测量冥王星的质量，結果测算冥王星质量仅相当于地球质量的0.2%，不足以解释天王星的轨道扰动。随后包括罗伯特·萨顿·哈灵顿在内的诸多天文学家未能找到冥王星以外的X行星。1992年迈尔斯·斯坦迪什用旅行者2号1989年飞掠海王星时所测数据重新计算海王星对天王星的引力作用。旅行者2号的数据将海王星质量的估计值降低0.5%，相当于一火星质量。重新计算的结果中天王星的轨道并没有异常，自此X行星也无存在的必要。现在大多数科学家同意罗威尔所定义的X行星并不存在。罗威尔曾在1915年预测X行星的位置接近于当时冥王星的位置。恩尼斯特·威廉·布朗在冥王星的发现后不久认为罗威尔的预测是个巧合，此看法至今仍受支持。

### 分类
1992年起在冥王星附近发现的诸多天体显示冥王星是科伊伯带的一部分。冥王星的行星地位因此受到挑战。博物馆和天文馆偶尔会因在太阳系模型中忽略冥王星而引起争议。海登天文馆于2000年2月翻新后重新对外开放后展出只有八颗行星的太阳系模型，在将近一年后登上报纸头条。
天文学家在科伊伯带发现越来越多与冥王星大小相似的天体后，认为冥王星应重新划为科伊伯带天体。2005年7月29日发现新的海外天体阋神星的消息对外公布。根据推测阋神星比冥王星大很多，是1846年发现海卫一后发现的太阳系内最大天体。尽管当时并没有将其归为行星的正式共识，媒体与发现阋神星的天文学家最初将其称为第十大行星。天文学界有人将此视为将冥王星划为小行星的最有力论据。

#### IAU分类
对冥王星地位的辩论随着2006年8月24日IAU决议的頒布进入关键阶段。IAU决议列出三个条件，符合这些条件的天体可被视为行星：
1. 该天体的轨道必须围绕太阳运转；
2. 该天体必须有足够的质量通过自身引力成为球形；
3. 该天体必须清理轨道附近的其他天体。[61][62]

冥王星的质量是其轨道上其他所有天体质量之和的7%，因此无法满足第三项条件（地球的质量是地球轨道上其他天体质量之和的170万倍）。IAU进一步决定将同冥王星一样无法满足第三项条件的天体歸類为矮行星。
2006年9月13日IAU决定将冥王星、阋神星及阋卫一编入小行星目录并正式授予小行星序号： "(134340) Pluto"、"(136199) Eris"、"(136199) Eris I Dysnomia"。如果冥王星在被发现时授予小行星序号，其序号则可能为1164。
天文学界有反对重新分类的声音。NASA新视野号项目负责人阿兰·斯特恩曾公开嘲笑IAU决议，声称：“从技术角度看这个定义太差劲了。”（the definition stinks, for technical reasons）斯特恩认为地球、火星、木星和海王星的轨道上都有诸多小行星，按照新定义这些天体也不属于行星。斯特恩还认为包括月球在内的所有大型球形卫星都应被视为行星。当时在罗威尔天文台工作的马克·布伊在其网站上反对新定义。还有天文学界也有支持IAU决议的声音：阋神星的发现者麦克·布朗说：“我们通过这杂耍般的程序无意中发现了正确答案。很久之前就该如此修改定义。虽然有强烈情绪反应，但科学总会自我纠正。”（through this whole crazy circus-like procedure, somehow the right answer was stumbled on. It's been a long time coming. Science is self-correcting eventually, even when strong emotions are involved.）
公众对IAU决议看法反应不一。很多人接受重新分类，但有人发起在线请愿来号召IAU重新将冥王星划为行星。加利福尼亚州众议院部分议员提出的一项决议中开玩笑地将IAU的决定称为“科学上的异端”。鉴于汤博长期居住于新墨西哥州，该州众议院通过一项纪念汤博的议案，宣布冥王星在新墨西哥州的天空中永远属于行星行列，并将2007年3月13日定为冥王星日。伊利诺伊州参议院在2009年考虑到汤博出生于伊利诺伊州通过相似决议。该决议中宣称冥王星被IAU“不公平地降为矮行星。”一些人还以不同理由坚持认为冥王星属于行星。
美国方言学会于2006年第17届年度词汇投票上将plutoed选为年度词汇。to pluto意为将“某人或某事降级”。
2008年8月14日至16日IAU定义讨论中两方研究人员参加在约翰霍普金斯大学应用物理实验室举行的会议，会上讨论现行IAU行星定义。此次会议因此得名为“行星大辩论”，会后新闻发布会上显示科学家並没有对行星的定义达成共识。大会前，IAU在一次新闻发布会上表示类冥小行星一词将会用于称呼冥王星及其他轨道半长轴比海王星半长轴长、有足够的质量实现流体静力平衡的天体。

## 公转与自转

从黄道面上看冥王星轨道。此视角展示冥王星的高度倾斜轨道。

冥王星的轨道周期为248地球年。冥王星轨道与太阳系内其他的行星轨道有极大的不同。太阳系内其他行星轨道接近圆形、靠近黄道面。冥王星轨道高度倾斜（相对黄道面大于17°）、是高度偏心的椭圆轨道。冥王星因离心率高其轨道的一小部分比海王星轨道更接近太阳。冥王星－冥卫一系统的质心于1989年9月5日到达近日点，自1979年2月7日至2月11日该系统的质心比海王星更靠近太阳。
冥王星的轨道从长远看是混沌的。计算机模拟可以向前或向后预测数百万年内冥王星的位置。因冥王星会受太阳系内细微因素的影响改变轨道，超过李雅普诺夫时间（一千万年到两千万年）后的预测不确定性大。

### 与海王星的关系

从极面看冥王星轨道。此视角显示冥王星的轨道（红色）比海王星轨道（蓝色）离心率更高、冥王星有时比海王星更靠近太阳。深色部分表示该段轨道穿过黄道面进入黄道下方。

从极面上看冥王星的轨道穿过海王星轨道，但是这两个天体由于以下原因不会靠近或碰撞。
冥王星轨道与海王星轨道并没有交点。从极面上看冥王星与海王星的距离在冥王星处于近日点时最近，但此时冥王星因与海王星轨道相隔8天文单位而不会产生碰撞。冥王星的升交点和降交点与海王星的对应交点相隔超过21°。
冥王星的轨道可能受到其他行星的摄动（拱点进动）而最终与海王星相撞。因此还有其他机制防止两颗天体相撞。其中最主要的机制是冥王星与海王星的2：3平均运动轨道共振：冥王星完成两次公转时，海王星完成三次公转。该过程以约五百年的周期周而复始。每个周期内当冥王星首次抵达近日点时，海王星位于冥王星后50°。在冥王星第二次抵达近日点时，海王星则在冥王星前方50°。因此冥王星与海王星的最近距离是17天文单位，大于冥王星与天王星的最近距离（11天文单位）。
冥王星与海王星之间的2：3共振非常稳定。该机制防止两颗天体改变相对位置，使其无法靠近对方。即便冥王星轨道与海王星轨道共面，两颗天体也不会相撞。

### 其他因素

冥王星与冥卫一相互旋转一周期。由新视野号于2014年7月19日到7月24日沿黄道面拍摄

数值研究显示冥王星和海王星的轨道在数百万年内没有太大变化。除2 : 3共振外主要有两个机制稳定冥王星与海王星的公转。
冥王星的近日点幅角因古在机制在90°左右震荡，冥王星因此在近日点时距离黄道面最远。冥王星近日点幅角相对于海王星变化的幅度为38°，冥王星近日点因此与海王星轨道的角距离总不小于52° （90°–38°）。两颗天体的角距离大约每一万年达到最小值。
冥王星与海王星的升节点黄纬存在随着上述天平动存在共振，当两升节点黄纬相同时冥王星近日点恰好与升节点与太阳的连线成90°。（1：1超共振）所有的类木行星都促成该现象的产生。
冥王星近日点幅角的天秤动是由冥王星与海王星相互交换角速度而引起的，以两万年为周期。

### 自转
冥王星的自转周期约为6.39地球日。冥王星的自转轴与公转平面的夹角间隔120°，冥王星因此有着极端的季节变化；在至点时阳光持续照射冥王星表面的四分之一，另外四分之一则完全没有阳光照射。

### 準卫星
冥王星至少有一个準卫星：(15810) 1994 JR1。(15810) 1994 JR1在过去十万年内是冥王星的準卫星并可能在未来二十五万年中保持此状态。(15810) 1994 JR1会以两百万年为周期成为冥王星的準卫星。

## 地质
冥王星距离地球很远，从地球上对冥王星进行细致研究非常困难。因此在2015年7月14日新视野号飞掠冥王星系统前冥王星的诸多细节仍属于未知数。

### 表面

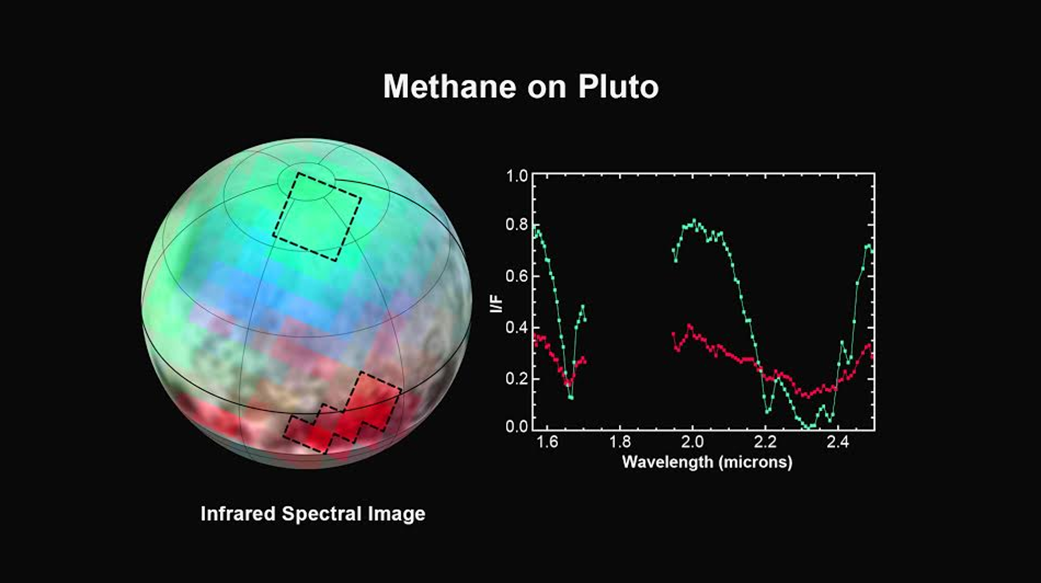
冥王星上甲烷水合物分布圖（2015年7月12日）

冥王星表面由超过98%的固态氮、微量甲烷、微量一氧化碳组成。冥王星朝向冥卫一的一面固态甲烷较多，背向的一面一氧化碳和氮较多。
冥王星表面颜色与亮度变化较大。冥王星是太阳系内最表面反差最大的天体之一，反差程度与土卫八相似。冥王星表面的颜色包括炭黑色、深橙色、白色。冥王星的颜色与木卫一的颜色接近，但是橙色稍多。外觀上看起來有一特別巨大、明亮的區域，被暱稱為「心」。

### 内部结构

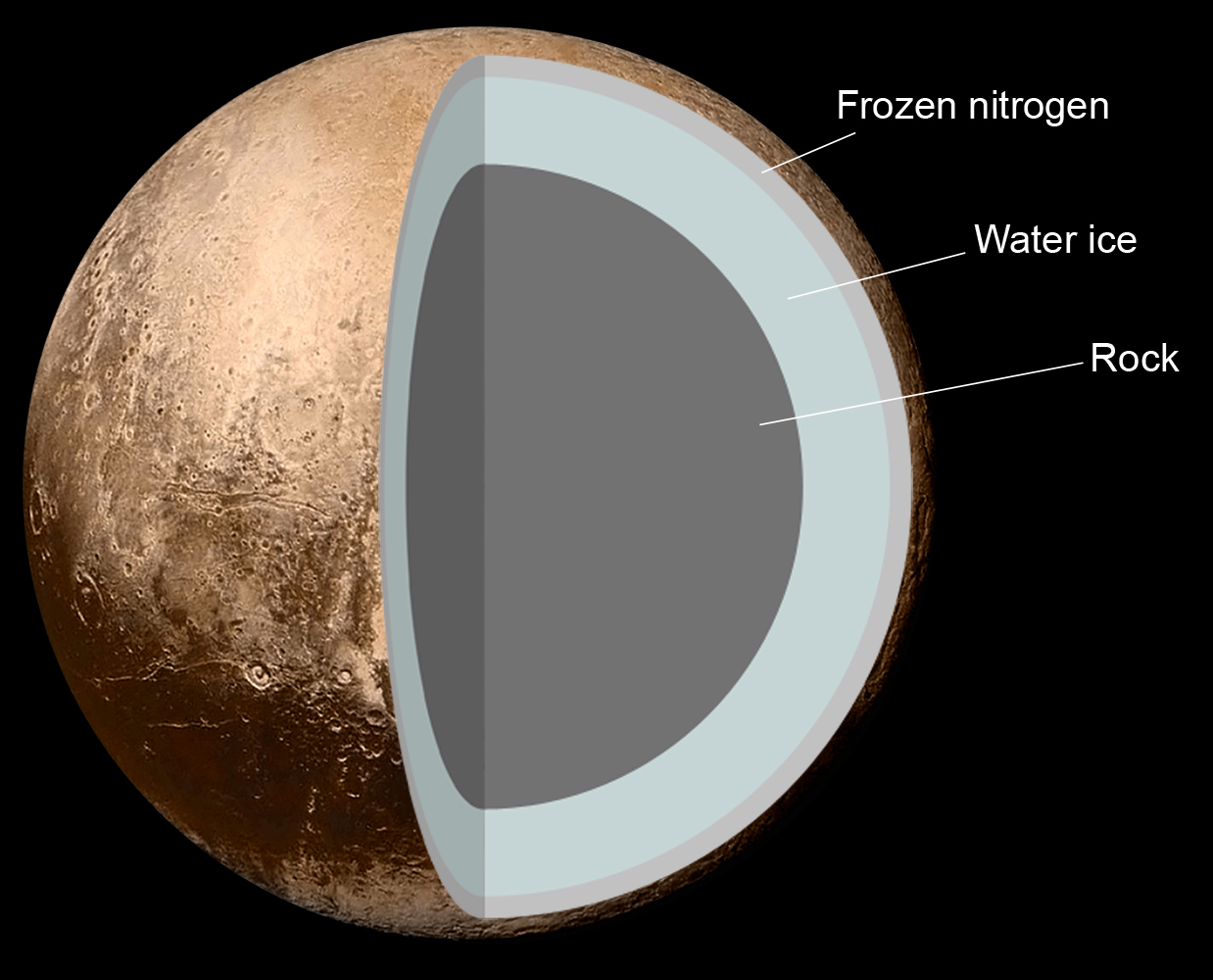
理论上冥王星的内部结构
1. 固态氮
2. 水冰
3. 岩石

冥王星的密度为2.03±0.06 g/cm3。冥王星内部的岩石与表面冰层可通过放射元素衰变热分离，科学家因此判断冥王星内部结构应已分化：岩石构成的地心被冰构成地幔所包围。地心直径假设为1700 公里左右，大约为冥王星直径的70%。地核与地幔之间可能有由放射衰变热产生的100到180公里左右的液态水层。

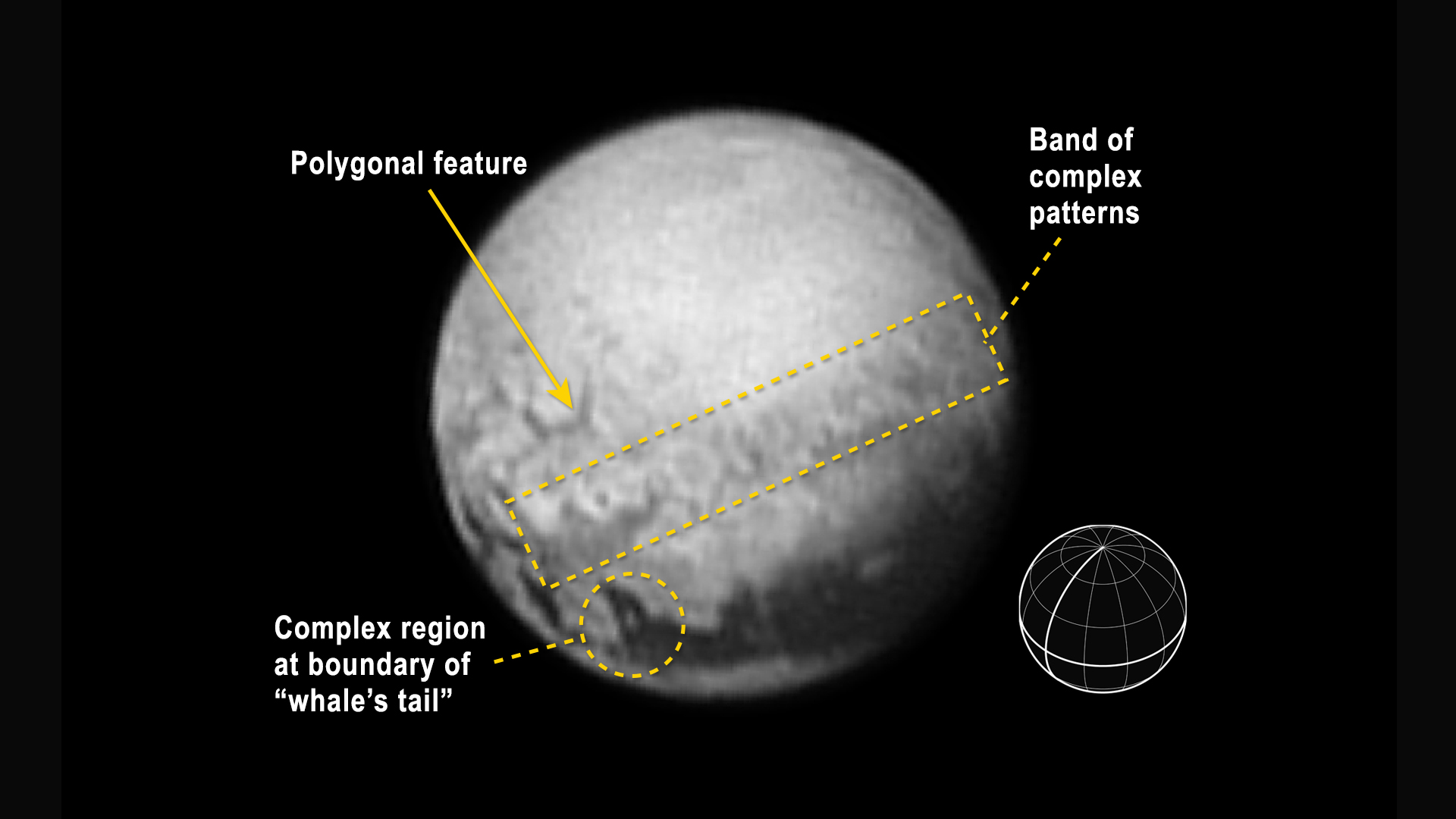
冥王星地質特徵的初步跡象（2015年7月9日）

## 质量与尺寸
| 年份 | 半径（直径）   | 备注                     |
| ---- | -------------- | ------------------------ |
| 1993 | 1195 (2390) km | 米利斯等（若无霾）       |
| 1993 | 1180 (2360) km | 米利斯等（行星表面与霾） |
| 1994 | 1164 (2328) km | 杨与宾泽                 |
| 2006 | 1153 (2306) km | 布伊等                   |
| 2007 | 1161 (2322) km | 杨、杨与布伊             |
| 2011 | 1180 (2360) km | 泽鲁察等                 |
| 2014 | 1184 (2368) km | 勒卢什等                 |
| 2015 | 1186 (2372) km | 新視野號測量             |

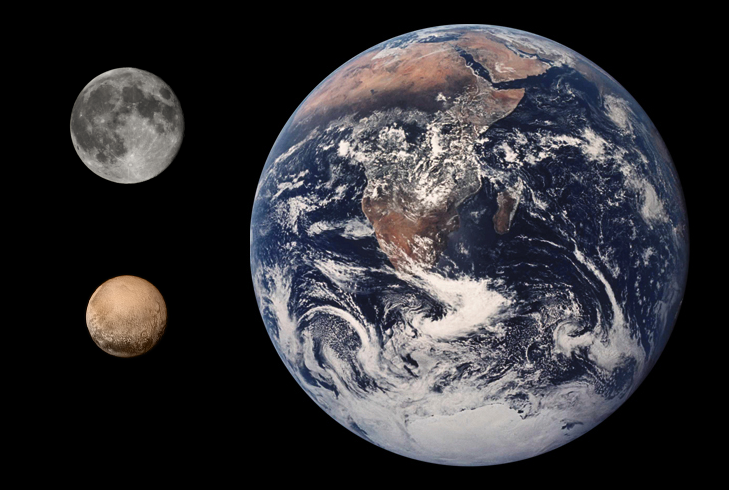
地球、月球、冥王星（左下）的比较。冥王星的体积是地球的0.6％

冥王星的质量为 1.31×1022 千克，不到地球质量的0.24%。冥王星的直径是2372km。冥王星的表面积为1.665×107 平方公里，与俄罗斯国土面积相近。冥王星大气层的存在使测定冥王星固体表面尺寸变得复杂。
1978年冥卫一的发现允许科学家通过牛顿推导的开普勒第三定律测量冥王星－冥卫一系统的质量。科学家也可通过冥卫一的掩星更准确地估算冥王星直径。科学家还通过自适应光学技术更准确地观测冥王星的形状。
冥王星比所有类地行星都小。冥王星也比太阳系内七个自然卫星要小（木卫三、土卫六、木卫四、木卫一、月球、木卫二、海卫一）。
冥王星的直径约是谷神星的两倍，冥王星的质量是谷神星的数十倍。冥王星比阋神星轻。目前还不清楚阋神星和冥王星之间的直径大小关系，这两颗矮行星直径的估计值都在2330公里左右。
冥王星的直径因大气层和碳氢化合物所产生的霾而不易测量。2014年3月勒卢什等根据冥王星中甲烷比例判断冥王星尺寸应不小于2360公里，大约为2368公里，比阋神星稍大。

## 大气层

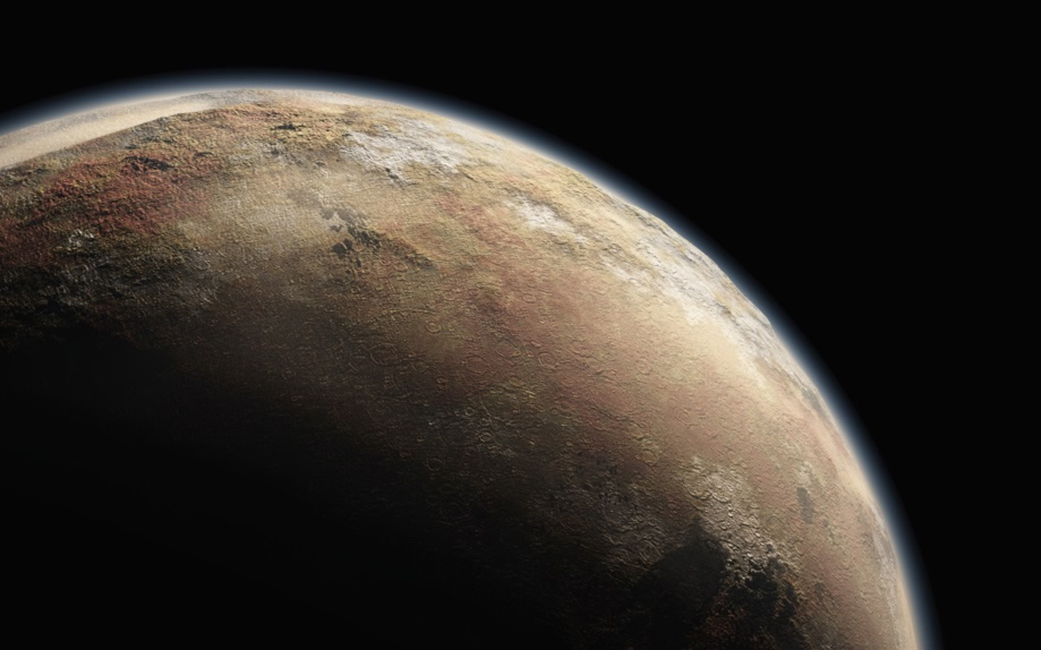
藝術家想像的冥王星大氣層。

冥王星有一层稀薄的大气层。冥王星的大气层含有氮气、甲烷、一氧化碳，这些气体与冥王星表面达到平衡。地表大气压约为6.5微巴到24微巴（0.64帕至2.4帕），约为地球大气压的一百万分之一到十万分之一。冥王星的椭圆轨道造成的温度变化对其大气层有很大影响。
冥王星大气层内的甲烷产生逆温现象：冥王星地表10公里上空的平均温度比地表高36开尔文。低层大气中的甲烷含量比高层大气高。
1987年冥王星南极长达120年的极夜结束，南极表面的固态氮开始升华。升华的固态氮导致冥王星2002年大气压比1988年大气压高。

## 卫星

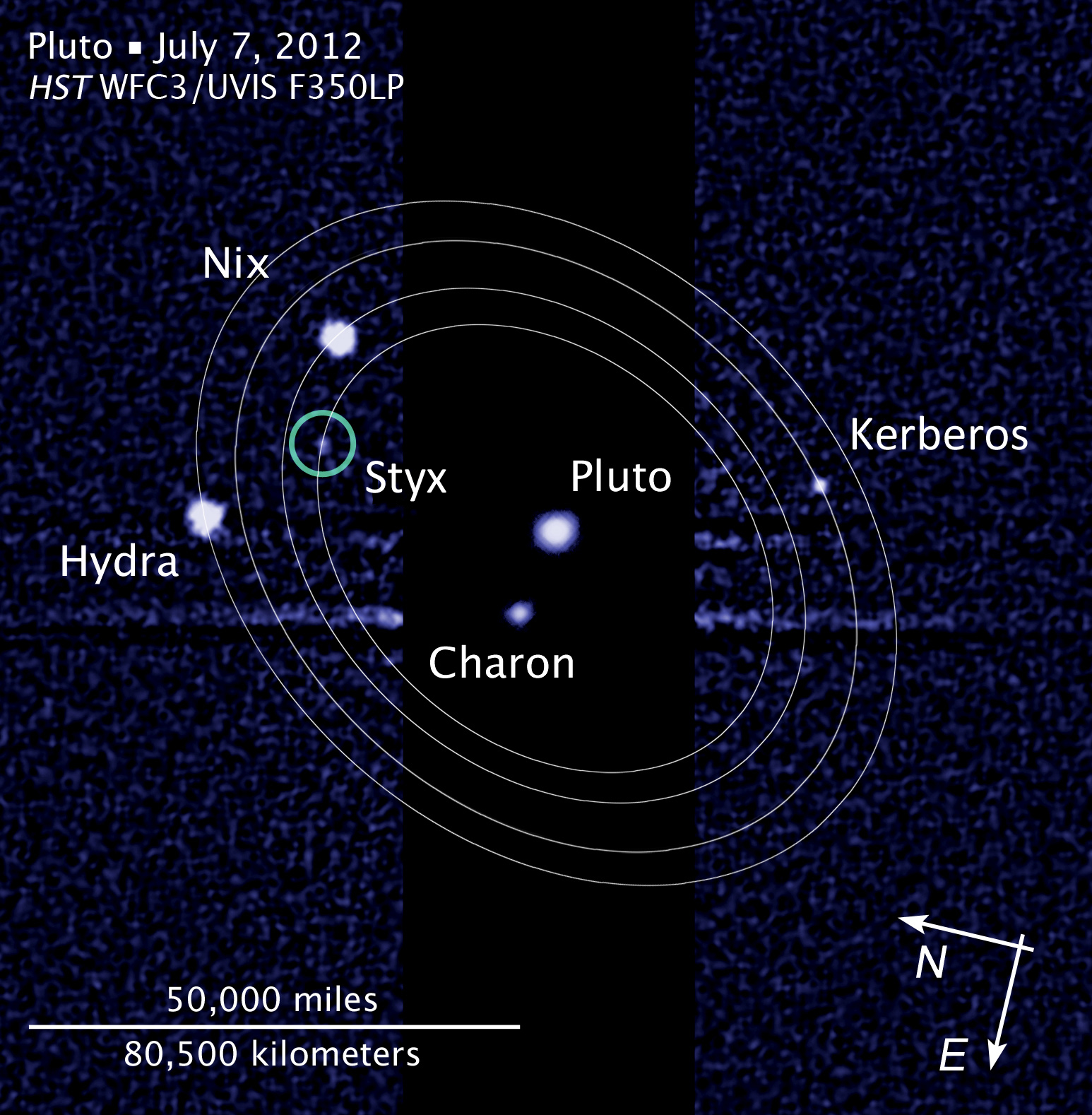
哈勃太空天文望远镜于2012年7月拍摄的冥王星系统：冥王星、冥卫一、冥卫二、冥卫三、冥卫四、冥卫五。

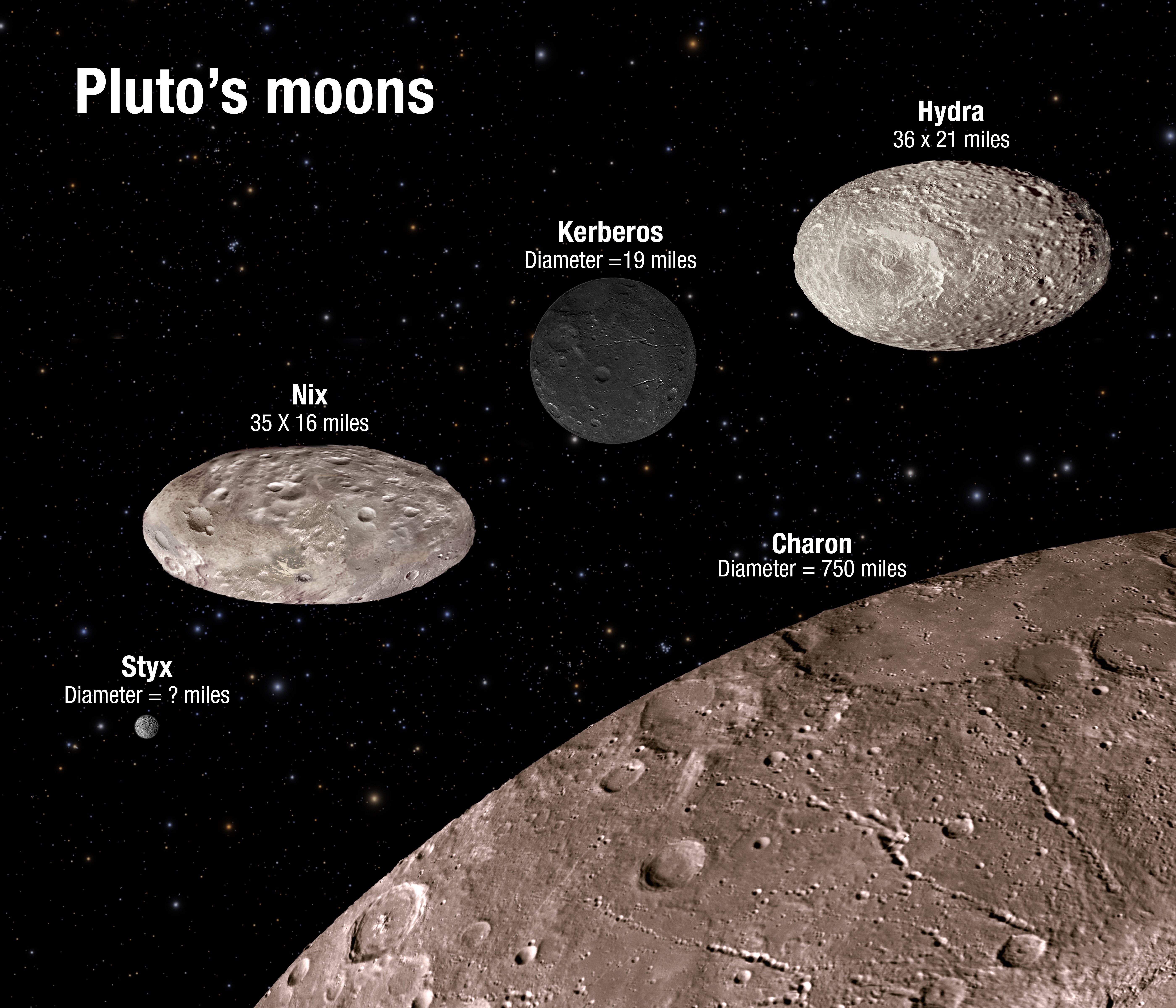
冥王星与其卫星大小和亮度的对比（艺术想象）

冥王星有五个已知的天然卫星：1978年詹姆斯·克里斯蒂发现的冥卫一、2005年发现的冥卫二和冥卫三、2011年发现的冥卫四、2012年发现的冥卫五。冥王星的卫星轨道都为圆形（离心率小于0.006）、与冥王星赤道共面（倾角小于1°）。冥王星的卫星与冥王星轨道平面的夹角因此为120°。冥王星系统非常紧凑，五颗卫星都处于稳定顺行轨道可能存在区域中最靠内的部分。冥卫一离冥王星最近，其质量足以实现流体静力平衡。冥王星－冥卫一系统的质心在冥王星外。剩下的四颗卫星都位于冥卫一轨道外。
冥王星卫星的轨道都处于或接近轨道共振。冥卫二、冥卫三、冥卫五的轨道周期比例在计入进动作用后为18：22：33。冥卫一、冥卫二、冥卫三、冥卫四、冥卫五的轨道周期之比也接近1：3：4：5：6。
冥王星－冥卫一系统的质心在中心星体外，此类系统在太阳系内部不多。（例如小行星617或太阳－木星系统）一些天文学家据此将冥王星－冥卫一系统称为双矮行星。冥王星与冥卫一相互潮汐锁定。两天体沿质心公转的周期与各自自转周期相同。2007年双子星天文台在冥卫一表面观察到氨水和水的晶体，暗示活跃冰火山的存在。
一般认为冥王星的卫星由太阳系早期冥王星与较小天体碰撞产生的碎片聚集而成。然而冥卫四的反照度比其他卫星都低，无法用撞击说解释。

## 起源

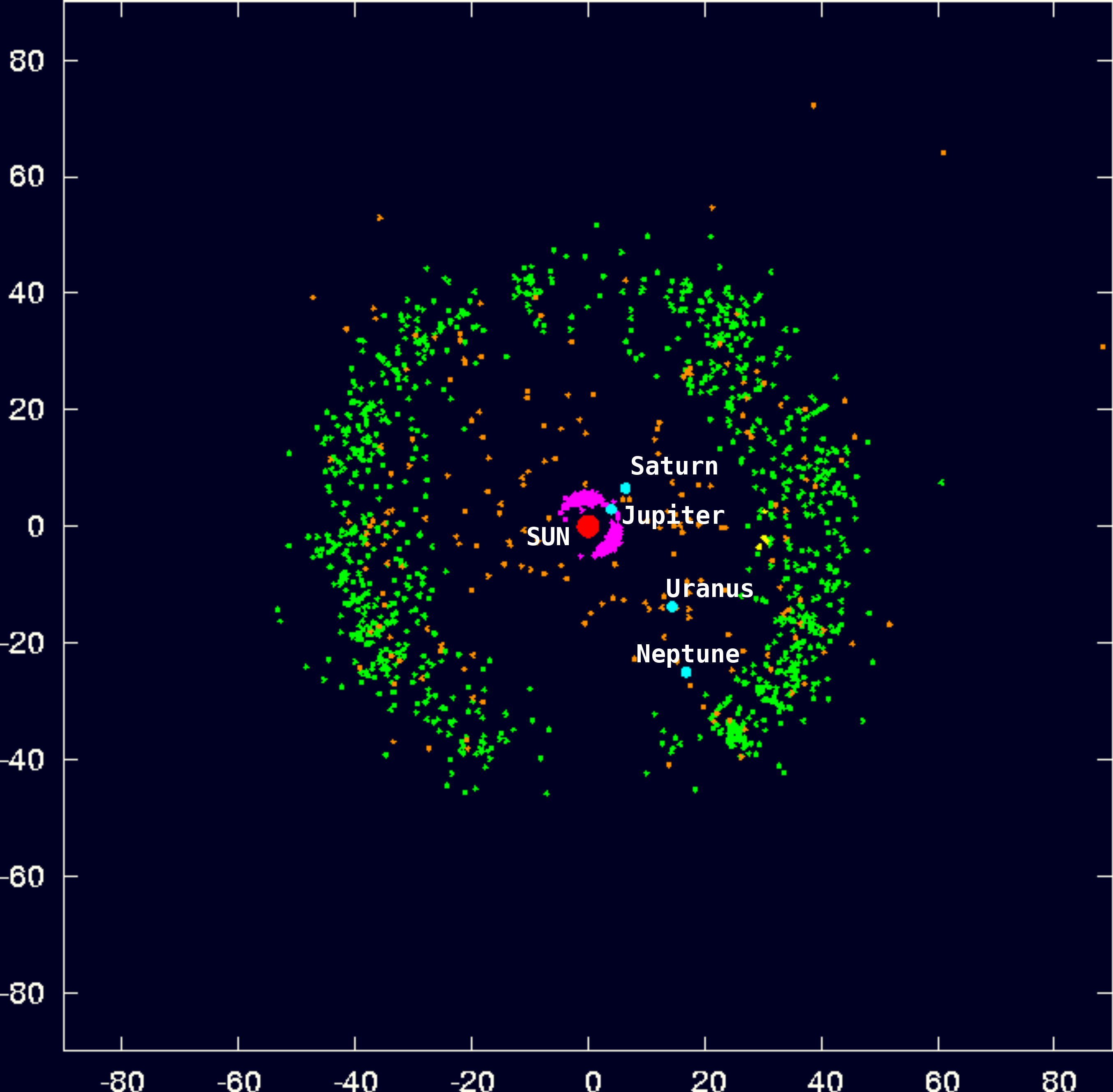
已知的柯伊伯带天体以及四个巨行星

冥王星的起源长期困扰着天文学家。以前有人认为冥王星曾是海王星的卫星，但被海卫一撞出轨道。动力学研究否定了这个假说，因为冥王星的轨道从未接近海王星。
天文学家在1992年发现海王星外还有一些轨道、成分和大小都类似冥王星的天体，揭示冥王星在太阳系的真正归宿。这些海王星外天体是许多短周期彗星的来源。冥王星是柯伊伯带中已知最大的天体。2011年，对柯伊伯带视星等21以下的天体的勘测已接近完成，而其它可能存在、大小类似冥王星的天体和太阳的距离会超过100 AU。和其它柯伊伯带天体一样，冥王星和彗星有类似的地方，例如表面都会被太阳风吹走。有人声称如果冥王星和地球一样靠近太阳，它就会形成彗尾，但这个说法因为冥王星的逃逸速度太高而被否定。有人认为冥王星可能是由众多彗星和柯伊伯带天体合并而成的。
虽然冥王星是已知最大的柯伊伯带天体，但比冥王星大的海卫一的地质和大气层都与冥王星相似，被认为是海王星从柯伊伯带中捕获的天体。阋神星（见上)虽然和冥王星差不多大（但更重），但严格来说并不是柯伊伯带天体，而是黃道離散天體。
许多柯伊伯带天体和冥王星一样都和海王星有2:3共振，这些天体被称为冥族小天体。和其它柯伊伯带天体一样，冥王星可能是残留的微行星，但未能成为行星。大多数天文学家都认为冥王星今天的轨道是因为早期太阳系中海王星的迁移导致的。随着海王星的轨道越来越远，它正向原始柯伊伯带的天体靠近，捕获一个天体（海卫一），与一部分天体产生共振，并抛出其余天体。位于的离散盘的天体也应该是海王星的迁移使它们来到那里。亞歷山德羅·莫比德利于2004年建立的电脑模型尼斯模型认为海王星的迁移是由木星和土星的1:2共振导致的。这个共振产生的引力使得天王星和海王星远离太阳，交换位置并使海王星离太阳的距离翻倍。海王星因此抛出的原始柯伊伯带天体也可以解释太阳系形成六亿年后的后期重轰炸期和特洛伊小行星的起源。在海王星迁移之前，冥王星可能曾经有接近圆形的轨道，和太阳的距离约为33 AU。尼斯模型要求原始的微行星盘中有大约一千个冥王星大小的天体，包括海卫一和阋神星。

## 对冥王星的探索
美国国家航空暨太空總署在2006年1月19日發射無人探測船新视野号，對冥王星及柯伊伯带進行探索任務。
在制定这探索计划與发射探测器當時，冥王星是太阳系中唯一一个尚未有人造卫星探測器到訪的行星，但當探测器經過漫長的旅行成功到达目的地前，冥王星已於2006年8月24日被列為矮行星。當然，冥王星的等級劃分並不會真的影響到探索任務本身。新視野號在2015年7月14日到達冥王星10,000公里的距離，以進行觀測。在最接近冥王星時新視野號相對於冥王星的速度是13.78公里/秒，與卡倫的距離將接近至約27,000公里，但在飛行的過程中還可以修改這些參數。

## 图片

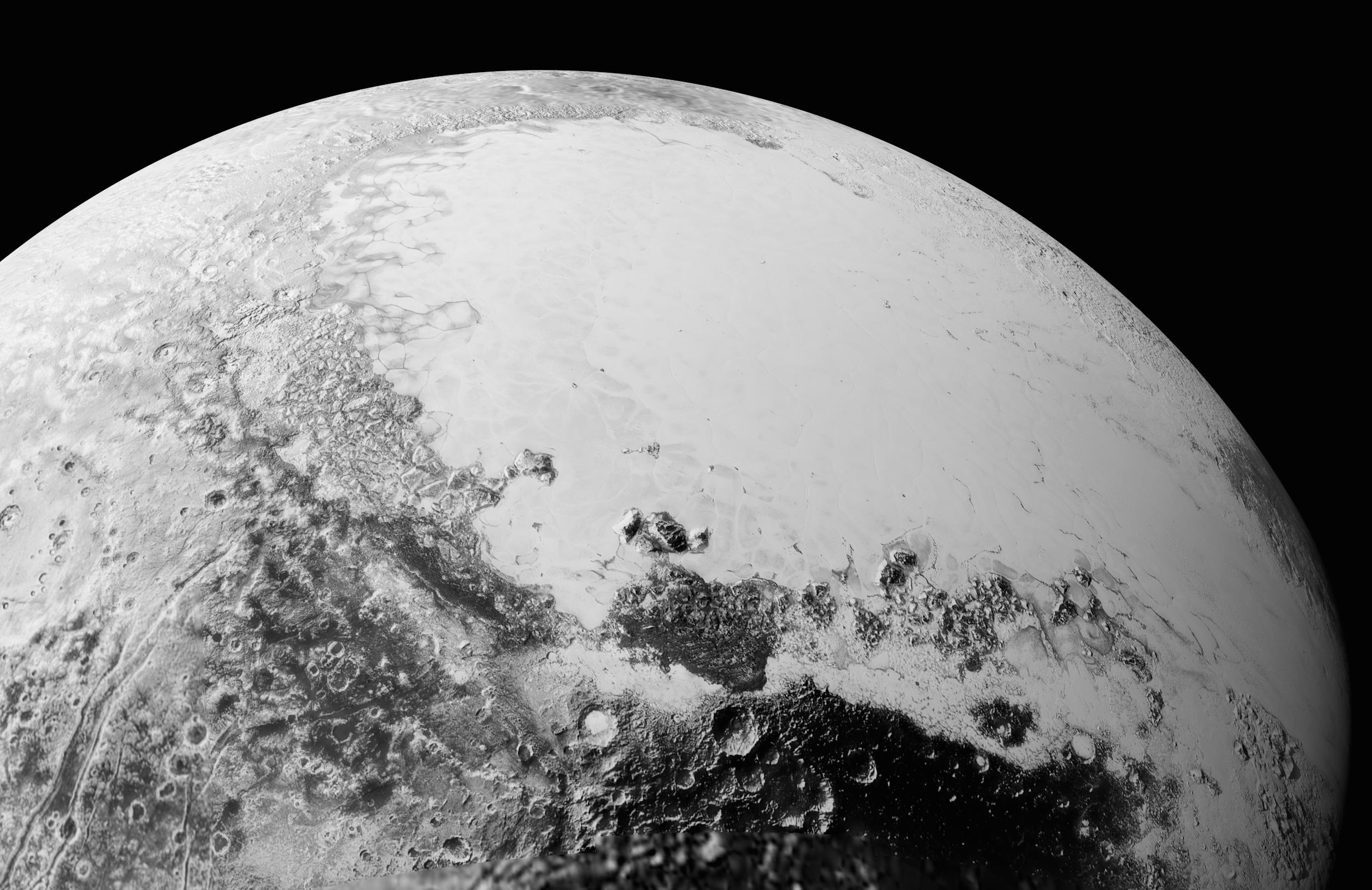
來自新視野號的球面馬賽克圖像
（2015年9月10日發佈）

- 基於哈伯太空望遠鏡的觀測結果由電腦繪製的冥王星三維旋轉圖像（2002年–2003年）
- 新視野號拍攝的冥王星和冥衛一照片（2015年1月）
- 冥王星和冥衛一。冥王星上可能存在極冠（2015年4月）[154]
- LORRI長距離探測成像儀在4,660萬英里（約7,500萬公里）的距離所見的冥王星（2015年5月12日）[155]
- 新視野號拍攝的冥王星系統圖（2015年6月26日）
- 新視野號所拍的冥王星（左）和冥衛一（右）照片（2015年6月29日）
- 冥王星背對冥衛一的一面（左）和朝向冥衛一的一面（右）（2015年6月27日）
- 冥王星的兩個不同半球（2015年6月27日）
- 新視野號拍攝的冥王星和冥衛一照片（2015年7月）
- 新視野號拍攝的一組冥王星黑白照片（2015年7月）
- 2015年7月: 新視野號拍攝的冥王星系统
- 基於新視野號觀測的冥王星彩色動態圖像（2015年7月6日）
- 新視野號所見的冥王星和冥衛一（彩圖，2015年7月11日）
- 新視野號所見的冥王星和冥衛一（假色彩圖，2015年7月13日）
- 新視野號所見的冥衛一（2015年7月13日）
- 冥王星地質特徵（2015年7月10日）
- 哈勃望远镜制作的冥王星表面地图
- 新視野號所見的冥王星（2015年7月11日）
- 新視野號所見的冥王星（2015年7月12日）
- 新視野號所見的冥王星（2015年7月13日）
- 新視野號所見的冥王星（彩圖，2015年7月11日）
- 新視野號從45萬公里距離所見的冥王星（2015年7月14日）
- 新視野號所見的冥王星（赤道地區附近，2015年7月14日）
- 新视野号制作的冥王星表面地图
- 新視野號的冥王星地表圖，附帶一些地表特徵的（非正式）名稱[156]

### 引用
1. ↑  Simon, J.L.; Francou, G.; Fienga, A.; Manche, H. . Astronomy and Astrophysics. September 2013, 557 (2): A49. Bibcode:2013A&A...557A..49S. doi:10.1051/0004-6361/201321843. the original TOP2013 elements here. （页面存档备份，存于）
2. 1 2  . JPL Horizons On-Line Ephemeris System @ Solar System Dynamics Group.   [2011-01-16]. （原始内容存档于2011-05-10）. (set Observer Location to @0 to place the observer at the center of the Sun-Jupiter system)
3. 1 2 3 4 5 6 7 8 9  Williams, David R. . NASA. 2015-07-24  [2015-08-06]. （原始内容存档于2011-08-20）.
4. 1 2  Seligman, Courtney. .   [2009-08-13]. （原始内容存档于2009-05-01）.
5. 1 2  Stern, S. A.; Grundy, W.; McKinnon, W. B.; Weaver, H. A.; Young, L. A. . Annual Review of Astronomy and Astrophysics. 2017, 2018: 357–392. Bibcode:2018ARA&A..56..357S. ISSN 0066-4146. S2CID 119072504. arXiv:1712.05669 . doi:10.1146/annurev-astro-081817-051935.
6. ↑  Nimmo, Francis;  et al. . Icarus. 2017, 287: 12–29. Bibcode:2017Icar..287...12N. S2CID 44935431. arXiv:1603.00821 . doi:10.1016/j.icarus.2016.06.027.
7. 1 2 3 4  Stern, S. A.;  et al. . Science. 2015, 350 (6258): 249–352  [2016-02-26]. Bibcode:2015Sci...350.1815S. PMID 26472913. arXiv:1510.07704 . doi:10.1126/science.aad1815. （原始内容存档于2015-11-15）.
8. 1 2 3 4  Buie, Marc W.; Grundy, William M.; Young, Eliot F.;  et al. . Astronomical Journal. 2006, 132 (1): 290–298. Bibcode:2006AJ....132..290B. arXiv:astro-ph/0512491 . doi:10.1086/504422.
9. 1 2  Archinal, B. A.; a'Hearn, M. F.; Bowell, E.; Conrad, A.; Consolmagno, G. J.;  et al. . Celestial Mechanics and Dynamical Astronomy. 2010, 109 (2): 101–135. doi:10.1007/s10569-010-9320-4.
10. ↑  Hamilton, Calvin J. . Views of the Solar System. 2006-02-12  [2007-01-10]. （原始内容存档于2007-01-10）.
11. ↑  . Department of Mathematics, University of Pisa, Italy.   [2010-06-27]. （原始内容存档于2011-06-29）.
12. ↑  .   [2008-06-12]. （原始内容存档于2011-05-10）.
13. ↑  Amos, Jonathan. . BBC News. 2015-07-23  [2015-07-26]. （原始内容存档于2015-07-26）. It could tell from the passage of sunlight and radiowaves through the Plutonian "air" that the pressure was only about 10 microbars at the surface
14. ↑  . Physorg.com. 2011-04-19  [2011-11-22]. （原始内容存档于2011-05-11）.
15. 1 2 3  JPL/NASA. . Jet Propulsion Laboratory. 2015-04-22  [2022-01-19]. （原始内容存档于2021-12-08）.
16. ↑  John Lewis (编).  2. Elsevier. 2004: 64.
17. ↑  Stern, S. Alan; Mitton, Jacqueline. . Weinheim:Wiley-VCH. 2005  [2013-07-03]. ISBN 3-527-40556-9. （原始内容存档于2018-08-24）.
18. ↑  Showalter, Mark R. . HubbleSite NewsCenter. July 11, 2012  [2012-07-11]. （原始内容存档于2014-04-16）.
19. ↑  Olkin, Catherine B.; Wasserman, Lawrence H.; Franz, Otto G.  (PDF). Icarus (Lowell Observatory). 2003, 164 (1): 254–259  [2007-03-13]. Bibcode:2003Icar..164..254O. doi:10.1016/S0019-1035(03)00136-2. （原始内容存档 (PDF)于2007-06-14）.
20. ↑  "Pluto and the Developing Landscape of Our Solar System" （页面存档备份，存于） International Astronomical Union. Retrieved on October 27, 2010.
21. ↑  Akwagyiram, Alexis. . BBC News. 2005-08-02  [2006-03-05]. （原始内容存档于2009-02-15）.
22. ↑  Chang, Kenneth. . New York Times. 2015-07-14  [2015-07-14]. （原始内容存档于2015-07-14）.
23. ↑  Dunn, Marcia. . AP News. 2015-07-14  [2015-07-14]. （原始内容存档于2015-07-16）.
24. ↑  Chang, Kenneth. . New York Times. 2015-07-18  [2015-07-19]. （原始内容存档于2015-07-19）.
25. ↑  Chang, Kenneth. . The New York Times. 2015-07-06  [2015-07-06]. （原始内容存档于2015-07-07）.
26. ↑  Jayawardhana, Ray. . New York Times. 2015-12-11  [2015-12-11]. （原始内容存档于2015-12-12）.
27. ↑  . HOW IT WORKS 知識大圖解 中文版. 2017年10月號, (37): 24. ISSN 2313-6812.
28. ↑  Croswell, Ken. . New York: The Free Press. 1997: 43. ISBN 978-0-684-83252-4.
29. 1 2 3  Tombaugh, Clyde W. . Astronomical Society of the Pacific Leaflets. 1946, 5: 73–80. Bibcode:1946ASPL....5...73T.
30. 1 2 3  Hoyt, William G. . Isis. 1976, 67 (4): 551–564. JSTOR 230561. doi:10.1086/351668.
31. ↑  Littman, Mark. . Wiley. 1990: 70. ISBN 0-471-51053-X.
32. ↑  Buchwald, Greg; Dimario, Michael; Wild, Walter. . Amateur—Professional Partnerships in Astronomy (San Francisco: San Francisco: Astronomical Society of the Pacific). 2000, 220: 335. Bibcode:2000ASPC..220..355B. ISBN 1-58381-052-8.
33. 1 2  Croswell 1997，第50頁.
34. ↑  Croswell 1997，第52頁.
35. ↑  .   [2019-10-27]. （原始内容存档于2019-10-27）.
36. ↑  Rao, Joe. . Space.com. 2005-03-11  [2006-09-08]. （原始内容存档于2011-06-28）.
37. 1 2 3 4  Rincon, Paul. . Pluto: The Discovery of Planet X (BBC News). 2006-01-13  [2007-04-12]. （原始内容存档于2011-08-20）.
38. ↑  . The Times. 1930-05-27: 15.
39. ↑  . The New York Times (New York City). Associated Press. 1930-05-25: 1  [2015-07-10]. ISSN 0362-4331. （原始内容存档于2014-04-25）. Pluto, the title of the Roman gods of the region of darkness, was announced tonight at Lowell Observatory here as the name chosen for the recently discovered trans-Neptunian body, which is believed to be the long-sought Planet X.
40. ↑  見英國零售價指數，数据來自Clark, Gregory. . MeasuringWorth. 2017  [2024-05-07].
41. ↑  Heinrichs, Allison M. . Pittsburgh Tribune-Review. 2006  [2007-03-26]. （原始内容存档于2007-11-14）.
42. ↑  Clark, David L.; Hobart, David E.  (PDF). 2000  [2011-11-29]. （原始内容存档 (PDF)于2011-08-20）.
43. ↑  Renshaw, Steve; Ihara, Saori. . 2000  [2011-11-29]. （原始内容存档于2015-07-10）.
44. 1 2 3  .   [2007-06-12]. （原始内容存档于2007-12-17）.
45. ↑  'Bathrobe'. . cjvlang.com.   [2011-11-29]. （原始内容存档于2011-08-20）.
46. ↑  .   [2018-08-18]. （原始内容存档于2018-08-18）.
47. ↑  Crommelin, Andrew Claude de la Cherois. . Monthly Notices of the Royal Astronomical Society. 1931, 91: 380–385. Bibcode:1931MNRAS..91..380.. doi:10.1093/mnras/91.4.380.
48. 1 2  Nicholson, Seth B.; Mayall, Nicholas U. . Publications of the Astronomical Society of the Pacific. December 1930, 42 (250): 350. Bibcode:1930PASP...42..350N. doi:10.1086/124071.
49. ↑  Nicholson, Seth B.; Mayall, Nicholas U. . Astrophysical Journal. January 1931, 73: 1. Bibcode:1931ApJ....73....1N. doi:10.1086/143288.
50. 1 2  Kuiper, Gerard P. . Publications of the Astronomical Society of the Pacific. 1950, 62 (366): 133–137. Bibcode:1950PASP...62..133K. doi:10.1086/126255.
51. 1 2  Croswell 1997，第57頁.
52. ↑  Christy, James W.; Harrington, Robert Sutton. . Astronomical Journal. 1978, 83 (8): 1005–1008. doi:10.1086/112284.
53. ↑  Stern, Alan; Tholen, David James. . University of Arizona Press. 1997: 206–208. ISBN 9780816518401.
54. ↑  Seidelmann, P. Kenneth; Harrington, Robert Sutton. . Celestial Mechanics and Dynamical Astronomy. 1988, 43: 55–68. Bibcode:1987CeMec..43...55S. doi:10.1007/BF01234554.
55. 1 2  Standish, E. Myles. . Astronomical Journal. 1993, 105 (5): 200–2006. Bibcode:1993AJ....105.2000S. doi:10.1086/116575.
56. ↑  Standage, Tom. . Penguin. 2000: 168. ISBN 0-8027-1363-7.
57. ↑  . The Astronomical Society of the Pacific. 1994-06-28  [2011-11-29]. （原始内容存档于2011-08-20）.
58. ↑  Tyson, Neil deGrasse. . Space.com. 2001-02-02  [2011-11-30]. （原始内容存档于2011-06-28）.
59. ↑  . NASA press releases. 2005-07-29  [2007-02-22]. （原始内容存档于2007-02-21）.
60. 1 2  Soter, Steven. . The Astronomical Journal (Department of Astrophysics, American Museum of Natural History). 2007, 132 (6): 2513  [2015-07-10]. Bibcode:2006AJ....132.2513S. arXiv:astro-ph/0608359 . doi:10.1086/508861. （原始内容存档于2013-11-06）.
61. ↑   (PDF). IAU. 2006-08-24  [2015-07-10]. （原始内容存档 (PDF)于2008-06-25）.
62. 1 2  . International Astronomical Union (News Release – IAU0603). 2006-08-24  [2008-06-15]. （原始内容存档于2014-04-29）.
63. ↑  Green, Daniel W. E.  (PDF). IAU Circular. 2006-09-13, 8747  [2011-12-01]. （原始内容存档于2007-02-05）.
64. ↑  Britt, Robert Roy. . Space.com. 2006-08-24  [2006-09-08]. （原始内容存档于2011-08-20）.
65. ↑  Ruibal, Sal. . USA Today. 1999-01-06.
66. ↑  Britt, Robert Roy. . Space.com. 2006-11-21  [2006-12-01]. （原始内容存档于2011-08-20）.
67. ↑  Britt, Robert Roy. . MSNBC. 2006-08-24  [2006-09-08]. （原始内容存档于2011-08-20）.
68. ↑  Shiga, David. . NewScientist.com. 2006-08-25  [2006-09-08]. （原始内容存档于2010-10-03）.
69. ↑  . News.discovery.com. 2010-05-14  [2011-11-04]. （原始内容存档于2010-08-04）.
70. ↑  Buie, Marc W. . Southwest Research Institute. September 2006  [2011-12-01]. （原始内容存档于2007-06-03）.
71. ↑  Overbye, Dennis. . The New York Times. 2006-08-24  [2011-12-01]. （原始内容存档于2011-11-21）.
72. ↑  DeVore, Edna. . Space.com. 2006-09-07  [2011-12-01]. （原始内容存档于2011-08-20）.
73. ↑  Holden, Constance. . Science. 2007-03-23, 315 (5819): 1643. doi:10.1126/science.315.5819.1643c.
74. ↑  Gutierrez, Joni Marie. . Legislature of New Mexico. 2007  [2009-09-05]. （原始内容存档于2011-07-26）.
75. ↑  . ilga.gov. Illinois General Assembly.   [2011-03-16]. （原始内容存档于2011-05-14）.
76. ↑  . Independent Newspapers. Associated Press. 2006-10-21  [2011-11-29]. （原始内容存档于2011-08-20）. Mickey Mouse has a cute dog.
77. ↑  . Associated Press. 2007-01-08  [2007-01-10]. （原始内容存档于2007-01-10）.
78. ↑  Minkel, J. R. . Scientific American. 2008-04-10  [2011-12-01]. （原始内容存档于2011-08-11）.
79. ↑  . gpd.jhuapl.edu. Johns Hopkins University Applied Physics Laboratory. 2008-06-27  [2011-12-01]. （原始内容存档于2011-08-17）.
80. ↑  "Scientists Debate Planet Definition and Agree to Disagree", Planetary Science Institute press release of 19 September 2008, PSI.edu （页面存档备份，存于）
81. ↑  . Paris: International Astronomical Union (News Release – IAU0804). 2008-06-11  [2011-12-01]. （原始内容存档于2011-08-22）.
82. ↑  "Plutoids Join the Solar Family", Discover Magazine, January 2009, p. 76
83. ↑  Science News, 5 July 2008, p. 7
84. ↑  . JPL/NASA. 1999-01-28  [2011-01-16]. （原始内容存档于2010-09-02）.
85. ↑  Sussman, Gerald Jay; Wisdom, Jack. . Science. 1988, 241 (4864): 433–437. Bibcode:1988Sci...241..433S. PMID 17792606. doi:10.1126/science.241.4864.433.
86. ↑  Wisdom, Jack; Holman, Matthew. . Astronomical Journal. 1991, 102: 1528–1538. Bibcode:1991AJ....102.1528W. doi:10.1086/115978.
87. 1 2 3 4  Wan, Xiao-Sheng; Huang, Tian-Yi; Innanen, Kim A. . The Astronomical Journal. 2001, 121 (2): 1155–1162. Bibcode:2001AJ....121.1155W. doi:10.1086/318733.
88. ↑  Hunter, Maxwell W. . Space Science Reviews. 2004, 6 (5): 501. Bibcode:1967SSRv....6..601H. doi:10.1007/BF00168793.
89. 1 2 3 4  Malhotra, Renu. . 1997  [2007-03-26]. （原始内容存档于2007-04-03）.
90. ↑  Williams, David R. . NASA Goddard Space Flight Center. 2010-11-17  [2011-11-29]. （原始内容存档于2011-08-20）.
91. 1 2 3  Alfvén, Hannes; Arrhenius, Gustaf. . 1976  [2007-03-28]. （原始内容存档于2011-08-20）.
92. 1 2  Williams, James G.; Benson, G. S. . Astronomical Journal. 1971, 76: 167. Bibcode:1971AJ.....76..167W. doi:10.1086/111100.
93. 1 2  Faure, Gunter; Mensing, Teresa M. . Introduction to Planetary Science (Springer). 2007: 401–408. ISBN 978-1-4020-5544-7. doi:10.1007/978-1-4020-5544-7.
94. ↑  Schombert, Jim; University of Oregon Astronomy 121 Lecture notes （页面存档备份，存于）, Pluto Orientation diagram （页面存档备份，存于）
95. ↑  de la Fuente Marcos, Carlos; de la Fuente Marcos, Raúl. . Monthly Notices of the Royal Astronomical Society Letters. 2012, 427: L85. Bibcode:2012MNRAS.427L..85D. arXiv:1209.3116 . doi:10.1111/j.1745-3933.2012.01350.x.
96. ↑  .   [2012-09-24]. （原始内容存档于2015-03-25）.
97. ↑  Brown, Dwayne; Buckley, Michael; Stothoff, Maria. . NASA. 2015-01-15  [2015-01-15]. （原始内容存档于2015-01-16）.
98. 1 2  Owen, Tobias C.; Roush, Ted L.; Cruikshank, Dale P.;  et al. . Science. 1993, 261 (5122): 745–748. Bibcode:1993Sci...261..745O. PMID 17757212. doi:10.1126/science.261.5122.745.
99. ↑  Boyle, Alan. . MSNBC. 1999-02-11  [2007-03-20]. （原始内容存档于2011-08-20）.
100. ↑  Buie, Marc W.; Grundy, William M.; Young, Eliot F.;  et al. . Astronomical Journal. 2010, 139 (3): 1117–1127  [2015-07-10]. Bibcode:2010AJ....139.1117B. doi:10.1088/0004-6256/139/3/1117. （原始内容存档于2015-07-20）.
101. ↑  Buie, Marc W. .   [2010-02-10]. （原始内容存档于2011-06-29）.
102. ↑  Villard, Ray; Buie, Marc W. . News Release Number: STScI-2010-06. 4 February 2010  [2010-02-10]. （原始内容存档于2010-02-09）.
103. ↑  Buie, Marc W.; Grundy, William M.; Young, Eliot F.;  et al. . Astronomical Journal. 2010, 139 (3): 1128–1143  [2015-07-10]. Bibcode:2010AJ....139.1128B. doi:10.1088/0004-6256/139/3/1128. （原始内容存档于2015-07-07）.
104. ↑  New Horizons spacecraft displays Pltuo's big heart （页面存档备份，存于）. NASA.gov. 2015-07-14. Retrieved 2015-07-15.
105. 1 2 3  Hussmann, Hauke; Sohl, Frank; Spohn, Tilman.  (PDF). Icarus. November 2006, 185 (1): 258–273  [2016-02-26]. Bibcode:2006Icar..185..258H. doi:10.1016/j.icarus.2006.06.005. （原始内容存档 (PDF)于2015-08-31）.
106. ↑  . pluto.jhuapl.edu – NASA New Horizons mission site. Johns Hopkins University Applied Physics Laboratory. 2007  [2014-02-15]. （原始内容存档于2011-08-20）.
107. ↑  Millis, Robert L.; Wasserman, Lawrence H.; Franz, Otto G.;  et al. . Icarus. 1993, 105 (2): 282. Bibcode:1993Icar..105..282M. doi:10.1006/icar.1993.1126.
108. 1 2 3 4 5  Brown, Michael E. . Mike Brown's Planets. 2010-11-22  [2015-06-09]. （原始内容存档于2011-07-21）. (Franck Marchis on 2010-11-08)
109. ↑  Young, Eliot F.; Binzel, Richard P. . Icarus. 1994, 108 (2): 219–224. Bibcode:1994Icar..108..219Y. doi:10.1006/icar.1994.1056.
110. 1 2  Young, Eliot F.; Young, Leslie A.; Buie, Marc W. . American Astronomical Society, DPS meeting No. 39, #62.05; Bulletin of the American Astronomical Society. 2007, 39: 541. Bibcode:2007DPS....39.6205Y.
111. ↑  Zalucha, Angela M.; Gulbis, Amanda A. S.; Zhu, Xun;  et al. . Icarus. 2011, 211 (1): 804–818. Bibcode:2011Icar..211..804Z. doi:10.1016/j.icarus.2010.08.018.
112. 1 2  Lellouch, Emmanuel; de Bergh, Catherine; Sicardy, Bruno;  et al. . Icarus. 2015-01-15, 246: 268–278. Bibcode:2015Icar..246..268L. arXiv:1403.3208 . doi:10.1016/j.icarus.2014.03.027.
113. 1 2  . NASA.  事件发生在 52:30. 2015-07-24  [2015-07-30]. （原始内容存档于2015-09-03）. We had an uncertainty that ranged over maybe 70 kilometers, we've collapsed that to plus and minus two, and it's centered around 1186
114. ↑  Davies, John.  (PDF). Royal Observatory, Edinburgh. 2001  [2007-03-26]. （原始内容 (PDF)存档于2011-07-15）.
115. ↑  Close, Laird M.; Merline, William J.; Tholen, David J.;  et al. . Proceedings of the International Society for Optical Engineering (European Southern Observatory). 2000, 4007: 787–795. Bibcode:2000SPIE.4007..787C. doi:10.1117/12.390379.
116. ↑  Croswell, Ken. . 1992  [2007-04-27]. （原始内容存档于2011-07-23）.
117. 1 2  Lellouch, Emmanuel; Sicardy, Bruno; de Bergh, Catherine;  et al. . Astronomy and Astrophysics. 2009, 495 (3): L17–L21  [2015-07-10]. Bibcode:2009A&A...495L..17L. arXiv:0901.4882 . doi:10.1051/0004-6361/200911633. （原始内容存档于2016-06-11）.
118. ↑  Than, Ker. . Space.com (via CNN.com). 2006  [2011-11-30]. （原始内容存档于2012-10-19）.
119. ↑  Britt, Robert Roy. . Space.com. 2003  [2007-03-26]. （原始内容存档于2011-01-09）.
120. ↑  . Hubblesite.org. STScI. 2012-07-11  [2015-06-24]. （原始内容存档于2015-07-11）.
121. ↑  . hubblesite.org.   [2015-06-03]. （原始内容存档于2015-06-05）.
122. ↑  Gugliotta, Guy. . Washington Post. 2005-11-01  [2006-10-10]. （原始内容存档于2012-10-20）.
123. ↑  . NASA. 2011-07-20  [2011-07-20]. （原始内容存档于2011-07-22）.
124. ↑  Wall, Mike. . Space.com. 2012-07-11  [2012-07-11]. （原始内容存档于2012-07-12）.
125. ↑  Buie, M.; Tholen, D.; Grundy, W. . The Astronomical Journal. 2012, 144: 15. Bibcode:2012AJ....144...15B. doi:10.1088/0004-6256/144/1/15.
126. 1 2 3 4  Showalter, M. R.; Hamilton, D. P. . Nature. 2015-06-03, 522 (7554): 45–49. doi:10.1038/nature14469.
127. ↑  Stern, S. Alan; Weaver, Harold A., Jr.; Steffl, Andrew J.;  et al. . Nature. 2006, 439 (7079): 946–948. Bibcode:2006Natur.439..946S. PMID 16495992. arXiv:astro-ph/0512599 . doi:10.1038/nature04548.
128. ↑  Witze, Alexandra. . Nature. 2015. doi:10.1038/nature.2015.17681.
129. ↑  Matson, J. . Scientific American web site. 2012-07-11  [2012-07-12]. （原始内容存档于2012-10-21）.
130. ↑  Richardson, Derek C.; Walsh, Kevin J. . Annual Review of Earth and Planetary Sciences. 2005, 34 (1): 47–81. Bibcode:2006AREPS..34...47R. doi:10.1146/annurev.earth.32.101802.120208.
131. ↑  Sicardy, Bruno; Bellucci, Aurélie; Gendron, Éric;  et al. . Nature. 2006, 439 (7072): 52–4. Bibcode:2006Natur.439...52S. PMID 16397493. doi:10.1038/nature04351.
132. ↑  Young, Leslie A. . Southwest Research Institute, Boulder, Colorado. 1997  [2007-03-26]. （原始内容存档于2012-08-18）.
133. ↑  . Gemini Observatory News Release. 2007  [2007-07-18]. （原始内容存档于2011-06-07）.
134. ↑  .   [2015-06-03]. （原始内容存档于2015-06-04）.
135. ↑  .   [2015-06-20]. （原始内容存档于2015-06-22）.
136. ↑  .   [2015-06-20]. （原始内容存档于2015-06-10）.
137. ↑  Kuiper, Gerard. . Chicago: University of Chicago Press. 1961: 576.
138. ↑  Stern, S. Alan; Tholen, David J. . University of Arizona Press. 1997: 623  [2022-10-21]. ISBN 978-0-8165-1840-1. （原始内容存档于2024-02-26）.
139. ↑  Sheppard, Scott S.; Trujillo, Chadwick A.; Udalski, Andrzej;  et al. . Astronomical Journal. 2011, 142 (4): 98. Bibcode:2011AJ....142...98S. S2CID 53552519. arXiv:1107.5309 . doi:10.1088/0004-6256/142/4/98.
140. ↑  . pluto.jhuapl.edu – NASA New Horizons mission site. Johns Hopkins University Applied Physics Laboratory.   [2014-02-15]. （原始内容存档于2014-11-13）.
141. ↑  Tyson, Neil deGrasse. . The Planetary Society. 1999  [2011-11-30]. （原始内容存档于2011-09-27）.
142. ↑  Philip Metzger. . Philip Metzger. 2015-04-13. （原始内容存档于2015-04-15）.
143. ↑  Wall, Mike. . Space.com. 2018-05-24  [2018-05-24]. （原始内容存档于2018-05-24）.
144. ↑  Glein, Christopher R.; Waite, J. Hunter Jr. . Icarus. 2018-05-24, 313 (2018): 79–92. Bibcode:2018Icar..313...79G. S2CID 102343522. arXiv:1805.09285 . doi:10.1016/j.icarus.2018.05.007.
145. ↑  . The Planetary Society.   [2011-11-30]. （原始内容存档于2011-12-10）.
146. ↑  
Gomes R. S.; Gallardo T.; Fernández J. A.; Brunini A. . Celestial Mechanics and Dynamical Astronomy. 2005, 91 (1–2): 109–129. Bibcode:2005CeMDA..91..109G. S2CID 18066500. doi:10.1007/s10569-004-4623-y.
147. ↑  Jewitt, David C. . University of Hawaii. 2004  [2007-03-26]. （原始内容存档于2007-04-19）.
148. ↑  Hahn, Joseph M.  (PDF). The Astronomical Journal. 2005, 130 (5): 2392–2414  [2008-03-05]. Bibcode:2005AJ....130.2392H. S2CID 14153557. arXiv:astro-ph/0507319 . doi:10.1086/452638. （原始内容存档 (PDF)于2011-07-23）.
149. 1 2  Levison, Harold F.; Morbidelli, Alessandro; Van Laerhoven, Christa;  et al. . Icarus. 2007, 196 (1): 258–273. Bibcode:2008Icar..196..258L. S2CID 7035885. arXiv:0712.0553 . doi:10.1016/j.icarus.2007.11.035.
150. ↑  Malhotra, Renu. . Astronomical Journal. 1995, 110: 420. Bibcode:1995AJ....110..420M. S2CID 10622344. arXiv:astro-ph/9504036 . doi:10.1086/117532.
151. ↑  . 風傳媒. 2015-02-06  [2015-02-06]. （原始内容存档于2016-03-04） （中文（繁體））.
152. ↑  Talbert, Tricia. . NASA. 2015-09-10  [2015-09-10]. （原始内容存档于2015-09-11）.
153. ↑  Chang, Kenneth. . New York Times. 2015-09-10  [2015-09-10]. （原始内容存档于2015-09-10）.
154. ↑  Brown, Dwayne; Buckley, Michael. . NASA. 2015-04-29  [2015-04-30]. （原始内容存档于2015-07-05）.
155. ↑  . JPL – Johns Hopkins Applied Physics Laboratory. 2015-05-27  [2015-07-08]. （原始内容存档于2015-07-05）.
156. ↑  . 2015-01-15  [2015-01-16]. （原始内容存档于2015-07-17）.
157. . hubblesite. 2007  [2007-11-03]. （原始内容存档于2011-06-10）.

## 外部連結
- 新視野號網站首頁 （页面存档备份，存于）(英文)
- NASA太陽系探索網站的 （页面存档备份，存于）(英文)
- NASA冥王星真相（页面存档备份，存于）(英文)
- 發現冥王星的羅威爾天文台網站（页面存档备份，存于）(英文)
- 地基天文台的冥王星圖集(英文)
- 凱克自適應光學的冥王星系統的紅外線影像 （页面存档备份，存于）(英文)* （英文）IAU 26屆大會決議─行星的新定义
- （英文）冥王星編號消息（页面存档备份，存于）─國際小行星中心
- （英文）新视野号（页面存档备份，存于）
- 類冥矮行星 (plutoids)
- Gray, Meghan. . Sixty Symbols. Brady Haran for the University of Nottingham. 2009  [2015-10-23]. （原始内容存档于2020-08-01）.
- Video - Pluto - viewed through the years (GIF) （页面存档备份，存于） (NASA; animation; 15 July 2015).
- Video - Pluto - "FlyThrough" (00:22; MP4) （页面存档备份，存于） (YouTube) （页面存档备份，存于）  (NASA; animation; 31 August 2015).
- Quiz based on the Nova video Chasing Pluto

| 前一小行星： (134339)小行星134339 | 小行星列表 | 後一小行星： (134341)小行星134341 |